# Воскресенское сельское поселение (Ярославская область)
Воскресенское сельское поселение — муниципальное образование в составе Любимского района Ярославской области.
Административным центром сельского поселения является деревня Гузыцино.

## География
Воскренское сельское поселение граничит с:
- Даниловским районом на юго-западе;
- Вологодской областью на севере и северо-западе;
- Ермаковским сельским поселением на востоке;
- Городское поселением Любим на юго-востоке;
- Осецким сельским поселением на юге.

## История
По состоянию на 1975 год все населённые пункты сельского поселения относились или к Митинскому, или к Воскресенскому, или к Троицкому сельсоветам. Митинский сельсовет был образован в 1924 году, Воскренсенский сельсовет был образован в июне 1954 года путём объединения Парфеньевского и Вознесенского сельсоветов, Троицкий сельсовет был образован в 1954 году путём объединения Бармановского и Стряповского сельсоветов. Митинский и Воскресенский сельсоветы в 2001 году были объединены в Воскресенскую волость, административным центром которого стало Гузыцино. 21 декабря 2004 года Воскресенская волость и Троицкий сельсовет прекратили своё существование. В тот же день был издан закон Ярославской области № 65-з от «О наименованиях, границах и статусе муниципальных образований Ярославской области», согласно которому 1 января 2005 года в границах Воскресенского и Троицкого сельских округов было образовано Воскресенское сельское поселение.

## Население
| 2007  | 2010  | 2011  | 2012  | 2013  | 2014  | 2015  |
| ----- | ----- | ----- | ----- | ----- | ----- | ----- |
| 1267  | ↘1158 | ↘1157 | ↘1124 | ↗1146 | ↗1164 | ↘1138 |
| 2016  | 2017  | 2018  | 2019  | 2020  | 2021  |       |
| ↘1095 | ↘1083 | ↘1059 | ↘1038 | ↘1000 | ↗1003 |       |

## Состав сельского поселения
В состав сельского поселения входят 76 населённых пунктов.
| №  | Населённый пункт        | Тип населённого пункта          | Население | Сельский округ |
| -- | ----------------------- | ------------------------------- | --------- | -------------- |
| 1  | Антушово                | деревня                         | →0        | Воскресенский  |
| 2  | Аристово                | деревня                         | →0        | Воскресенский  |
| 3  | Афанасьевское           | деревня                         | ↘0        | Воскресенский  |
| 4  | Баринцево               | деревня                         | ↘1        | Воскресенский  |
| 5  | Барское                 | деревня                         | ↘2        | Воскресенский  |
| 6  | Благуново               | деревня                         | ↘1        | Воскресенский  |
| 7  | Бородино                | деревня                         | ↗2        | Воскресенский  |
| 8  | Бурдуково               | деревня                         | →0        | Троицкий       |
| 9  | Будаково                | деревня                         | ↗11       | Воскресенский  |
| 10 | Бутрево                 | деревня                         | →0        | Воскресенский  |
| 11 | Василево                | деревня                         | ↗5        | Троицкий       |
| 12 | Вахромейка              | деревня                         | ↗143      | Воскресенский  |
| 13 | Верхний Жар             | деревня                         | →9        | Воскресенский  |
| 14 | Вознесение              | село                            | →0        | Воскресенский  |
| 15 | Воскресенское           | село                            | ↗37       | Воскресенский  |
| 16 | Вязниково               | деревня                         | ↘1        | Воскресенский  |
| 17 | Глазково                | деревня                         | ↗6        | Воскресенский  |
| 18 | Губино                  | деревня                         | ↘13       | Воскресенский  |
| 19 | Гузыцино                | деревня, административный центр | ↗146      | Воскресенский  |
| 20 | Демково                 | деревня                         | →0        | Троицкий       |
| 21 | Дмитриково              | деревня                         | →7        | Воскресенский  |
| 22 | Добродеево              | деревня                         | →0        | Воскресенский  |
| 23 | Дор Павлов              | деревня                         | ↘3        | Воскресенский  |
| 24 | Дорское                 | деревня                         | ↘28       | Воскресенский  |
| 25 | Зубово                  | деревня                         | →0        | Воскресенский  |
| 26 | Ивановское              | деревня                         | ↘0        | Воскресенский  |
| 27 | Илькино                 | деревня                         | ↘10       | Воскресенский  |
| 28 | Клепиково               | деревня                         | ↘0        | Воскресенский  |
| 29 | Кобылино                | деревня                         | →0        | Воскресенский  |
| 30 | Конеево                 | деревня                         | ↗15       | Троицкий       |
| 31 | Кузовлево               | деревня                         | →2        | Воскресенский  |
| 32 | Леонтьево               | деревня                         | ↘0        | Воскресенский  |
| 33 | Мартьяново              | деревня                         | ↘0        | Троицкий       |
| 34 | Маслово                 | деревня                         | ↘0        | Воскресенский  |
| 35 | Мельцево                | деревня                         | ↘18       | Троицкий       |
| 36 | Митино                  | деревня                         | ↘2        | Воскресенский  |
| 37 | Михаил-Архангел         | деревня                         | →25       | Воскресенский  |
| 38 | Михалево                | деревня                         | →0        | Воскресенский  |
| 39 | Надеево                 | деревня                         | ↘4        | Воскресенский  |
| 40 | Накоступово             | деревня                         | ↗22       | Воскресенский  |
| 41 | Нестерково              | деревня                         | ↗8        | Воскресенский  |
| 42 | Нестерово               | деревня                         | →1        | Воскресенский  |
| 43 | Нижний Жар              | деревня                         | ↗7        | Воскресенский  |
| 44 | Новоселки               | деревня                         | →0        | Воскресенский  |
| 45 | Овсяниково              | деревня                         | ↘6        | Воскресенский  |
| 46 | Павловское              | деревня                         | ↘0        | Воскресенский  |
| 47 | Парфеньево              | деревня                         | →0        | Воскресенский  |
| 48 | Пархачево               | деревня                         | →0        | Воскресенский  |
| 49 | Первожино               | деревня                         | →4        | Воскресенский  |
| 50 | Петрово                 | деревня                         | ↘0        | Троицкий       |
| 51 | Пищалино                | деревня                         | →0        | Воскресенский  |
| 52 | Плетенево               | деревня                         | ↘4        | Троицкий       |
| 53 | Плещаево                | деревня                         | ↘0        | Воскресенский  |
| 54 | Поляна                  | деревня                         | ↘8        | Троицкий       |
| 55 | Починок                 | деревня                         | ↗1        | Воскресенский  |
| 56 | Пошевино                | деревня                         | ↗12       | Троицкий       |
| 57 | Ретивцево               | деревня                         | ↘0        | Воскресенский  |
| 58 | Рождественская Слободка | деревня                         | ↗2        | Воскресенский  |
| 59 | Романцево               | деревня                         | ↘21       | Воскресенский  |
| 60 | Рухтово                 | деревня                         | ↗1        | Воскресенский  |
| 61 | Сельцо                  | деревня                         | ↗3        | Воскресенский  |
| 62 | Семенцево               | деревня                         | ↘0        | Воскресенский  |
| 63 | Семенцево               | деревня                         | →0        | Воскресенский  |
| 64 | Слободка                | деревня                         | ↘0        | Воскресенский  |
| 65 | Соболево                | деревня                         | →0        | Троицкий       |
| 66 | Соть                    | посёлок                         | ↘1        | Воскресенский  |
| 67 | Страшево                | деревня                         | ↘100      | Воскресенский  |
| 68 | Стряпово                | деревня                         | ↘80       | Воскресенский  |
| 69 | Троица                  | село                            | ↘162      | Троицкий       |
| 70 | Тюриково                | деревня                         | ↘37       | Троицкий       |
| 71 | Уварово                 | деревня                         | →1        | Воскресенский  |
| 72 | Фрольцево               | деревня                         | ↘141      | Воскресенский  |
| 73 | Часовенка               | деревня                         | →0        | Воскресенский  |
| 74 | Чирково                 | деревня                         | ↗4        | Воскресенский  |
| 75 | Шашково                 | деревня                         | ↗12       | Воскресенский  |
| 76 | Язвицево                | деревня                         | ↘24       | Воскресенский  |

## Местное самоуправление
Структуру органов местного самоуправления Воскресенского сельского поселения составляют:
- Муниципальный Совет Воскресенского сельского поселения — представительный орган Воскресенского сельского поселения;
- Глава Воскресенского сельского поселения — высшее должностное лицо Воскресенского сельского поселения;
- Администрация Воскресенского сельского поселения — исполнительно-распорядительный орган Воскресенского сельского поселения;
- Контрольно-счетная палата Воскресенского сельского поселения Ярославской области.

С 2009 года Главой Воскресенского сельского поселения является Сальникова Алевтина Николаевна (род. 18 июня 1968 года, член «Единой России») .

## Экономика
Экономика Воскресенского сельского поселения представлена агро-промышленным комплексом. В так в 2011 году на его территории работали промышленные предприятия ООО «Строймонтаж АПЭ» (отделочные работы; д. Стряпово) и ОАО «Любимская СХТ» (деревообрабатывающее производство и ремонтно-строительные работы; с. Троица) и сельскохозяйственные предприятия ООО «Северный» (с. Троица) и ООО «Агробизес» (д. Гузыцино). ООО «Северный» юридическую деятельность прекратило в 2018 году. Помимо того в 2021 году в Воскресенском сельском поселении 16 круглогодичных автолавок с продуктами питания и 2 торговых павильона с продовольственными товарами (д. Страшево и д. Вахромейка).

## Социальная инфраструктура
В 2011 году в Воскресенском сельском поселении работали 3 школы (МОУ Воскресенская ООШ, д. Фрольцево; МОУ Страшевская ООШ, д. Страшево; МОУ Бармановская ООШ, с. Троица).